# Mann von Neu-England

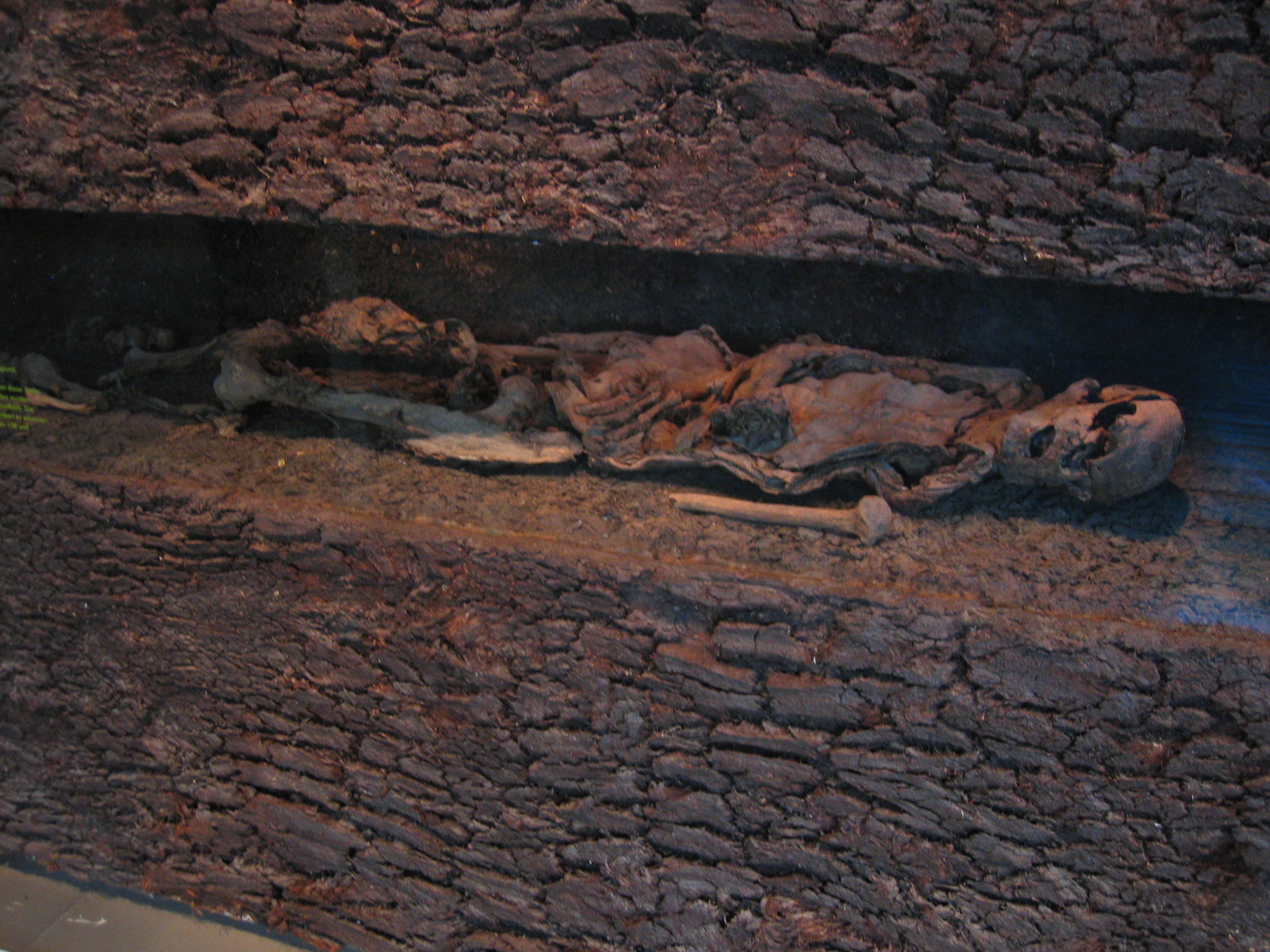
Mann von Neu-England in der Dauerausstellung des Landesmuseums für Natur und Mensch

Der Mann von Neu-England ist eine völkerwanderungszeitliche Moorleiche, die im Jahre 1941 im Tarbarg, einem Teil des Lengener Moores, etwa 500 m nordwestlich des Westersteder Ortsteils Neuengland (in den Publikationen auch Neu-England) in Niedersachsen gefunden wurde. Die sterblichen Überreste werden unter der Inventar-Nr. OL 5810 neben weiteren Moorleichen in der Dauerausstellung des Landesmuseums für Natur und Mensch in Oldenburg gezeigt.

## Fundumstände
Der Mann von Neu-England wurde am 27. Mai 1941 von der Tochter des Bauern und Gastwirts Friedrich Kloppenburg beim Abbau von Brenntorf im Hochmoor entdeckt. Sie zeigte ihrem Vater einen in der frisch abgestochenen Torfwand gefundenen Knochen. Kloppenburg vermutete einen menschlichen Knochen, stellte seine Arbeit ein und benachrichtigte den Gemeindevorsteher, der die Behörden informierte. Der herbeigerufene Amtsarzt und ein Polizist legten die Leiche frei, wobei sie diese erheblich im Bauchraum beschädigten. Noch am selben Tag erfuhr der Vertrauensmann des Oldenburger Museums zufällig durch den Amtsarzt von dem Fund und fuhr zur Fundstelle. Dort ließ er den Fund mit Brettern abdecken, um ihn vor Austrocknung zu schützen. Am nächsten Tag reiste Ökonomierat Siemers an, der die Moorleiche mit untergeschobenen Brettern in einem 15 cm starken Block barg. Der Fund wurde in einem kühlen Stall des nächstgelegenen Gasthauses gelagert, bis er am 30. Mai in das Museum nach Oldenburg transportiert wurde.

Fundstelle: 53° 18′ 29,3″ N, 7° 52′ 56,6″ O

## Konservierung
Da das Museum aufgrund der Kriegslage keine geeigneten Konservierungsmittel beschaffen konnte, wurde die Moorleiche in einem kühlen Raum getrocknet, was zu einer erheblichen Schrumpfung der Überreste und einer weiteren Schwarzfärbung der Haut führte, die sich an Armen und Beinen zu langen Wülsten zusammengezogen hat.

## Befunde
Der Mann von Neu-England lag auf dem Rücken in einer Tiefe von etwa 20 bis 35 cm unterhalb der Mooroberfläche im Weißtorf. Sein Kopf zeigte in Richtung Südsüdwest, der Kopf leicht nach links gedreht. Die Beine waren leicht gebeugt und in den Knien nach rechts angewinkelt. Die Arme lagen seitlich entlang des Brustkorbes und die Unterarme quer über dem Unterleib und haben deutliche Eindrücke in ihm hinterlassen. Bei der Auffindung wurden bei dem Toten keine Beigaben oder Kleidungsstücke beobachtet, auch eine mikroskopische Untersuchung von Torfproben aus mehreren Hautfalten ergab keine Hinweise auf Bekleidungsreste, so dass der Tote sehr wahrscheinlich ohne Kleidung niedergelegt wurde.

### Fundstelle
Torfproben, die neben der Fundstelle gezogen wurden, ergaben eine Mächtigkeit der Torfschicht von 193 cm bis zum anstehenden Sandgrund. Die oberen 50 cm bestanden aus Weißtorf, darunter lag eine Schicht Schwarztorf. Spuren einer Eingrabung oder Abdeckung der Leiche mit Moos oder Torfplaggen waren nicht erkennbar. Das Profil der Fundstelle ergab, dass der Mann in einer nassen Schlenke versenkt wurde und dort schnell im Torf eingebettet wurde. Der auf dieser Stelle nachwachsende Torf bildete in unmittelbarer Umgebung der Fundstelle eine mit Besenheide bewachsene Bulte. Aufgrund der in der Vergangenheit durchgeführten Moorbrandkultivierung trocknete die Fundstelle zusammen mit den eingebetteten Überresten des Mannes ein, was die bei der Bergung der Leiche beobachtete dunkle Hautfärbung verursachte.

### Anthropologische Befunde
Das Lebensalter des Mannes wurde ohne genauere anatomische Untersuchung auf etwa 40 bis 50 Jahre geschätzt. Sein Körper ist durch die darüber lastenden Torfschichten flachgedrückt, sein Schädel etwas eingedrückt und gerissen. Die Kopfhaut ist vom Hals bis an die Augenpartie größtenteils erhalten. Der Mund ist geöffnet und auf der Oberlippe waren Stoppeln eines etwa 10 mm langen Oberlippenbartes erkennbar. Die Stirn und der Oberschädel liegen frei, lediglich am Hinterkopf blieb ein Büschel etwa 10 cm langer Kopfhaare erhalten, die durch die Lagerung im sauren Moormilieu eine rote Farbe angenommen hatten. Die Haut der Moorleiche ist trocken, lederartig und hart. Bereits bei der Bergung wies sie eine dunkle Verfärbung auf, was auf die angetrocknete Moorschicht zurückzuführen ist, in der sie eingebettet lag. Diese dunkle Verfärbung wurde durch die anschließende Trockenkonservierung verstärkt. Die Hauthülle ist in großen Teilen, vor allem am Rücken und Brustkorb, erhalten. Am Kopf, dem rechten Ober- und linken Unterarm ist sie vergangen und im Bauchraum ist sie durch die rechtsmedizinische Untersuchung am Fundplatz großflächig zerstört. Fett- und Muskelgewebe sowie innere Organe waren weitgehend vergangen. Durch die Trocknung hatte sich die Haut vor allem im Oberschenkelbereich von den Knochen abgelöst. Die linke Hand ist mit dem Unterarm gut erhalten, das Bett des Daumennagels ist gut erkennbar, allerdings fehlen die Fingernägel. Die rechte Hand liegt überwiegend skelettiert vor, die Knochen werden jedoch noch von Hautresten zusammengehalten. Die Beine des Mannes waren bei der Auffindung noch vollständig erhalten, doch sind sie jetzt zum Teil skelettiert und von größeren anhaftenden Hautfetzen umgeben.

### Todesursache
Aufgrund relativ großflächiger Beschädigungen der Leiche konnten weder zu Lebzeiten beigebrachte Verletzungen noch die Todesursache ausgemacht werden.

### Datierung
Laut Ergebnissen einer pollenanalytischen Untersuchung der Torfproben in den 1940er Jahren liegt der Todeszeitpunkt des Mannes im Zeitraum zwischen 100 und 400 n. Chr. Neuere Untersuchungen einer Haar- und einer Hautprobe mittels 14C-Datierung konnten den Tod des Mannes in den Zeitraum zwischen 140 und 320 mit einer großen Übereinstimmung genauer eingrenzen. Für die Hautprobe wurde ein Alter von 1800 ± 50 BP, für die Haarprobe 1755 ± 50 BP ermittelt, was für beide Datierungen kombiniert ein kalibriertes Alter von 1790 ± 50 BP ergab.

## Deutung
Da bei der rechtsmedizinischen Bergung die Torfschicht oberhalb der Leiche undokumentiert abgegraben wurde, ließ sich nicht mehr sicher klären, ob der Tote im Moor vergraben wurde. Der Finder Kloppenburg teilte aber mit, dass die Torfschicht darüber ungestört war, was auf ein Versenken des Toten im noch flüssigen Moor hindeuten würde. Die ausgesprochene Ruhelage des Mannes, insbesondere seiner Arme deuten darauf hin, dass er bereits verstorben war und sorgfältig im Moor niedergelegt wurde. Ein Unfalltod im Moor ist bei dieser Körperhaltung unwahrscheinlich.